# Комическая иллюзия
«Комическая иллюзия» (фр. L’Illusion comique) — пьеса в стихах французского драматурга Пьера Корнеля, впервые поставленная на сцене в 1635 году и опубликованная в 1639 году (в 1660 переиздана под названием «Иллюзия»). Объединяет в себе черты комедии, трагикомедии, пасторали и трагедии.
В этой пьесе Корнель использует приём «театр в театре». Действие происходит в пещере, где волшебник Алькандр силой своего искусства показывает разные эпизоды из жизни главного героя, Клиндора.
«Комическая иллюзия» пользовалась большим успехом у французской публики.